# Qarhan-Salzsee
Der Qarhan-Salzsee (bzw. Chaerhan-Salzsee oder Cha'erhan-Salzsee u. a.; chin. 察尔汗盐湖 oder 察尔汗盐池) ist ein Salzsee im Westen der chinesischen Provinz Qinghai im Süden des Qaidam-Beckens.
Qarhan ist die GNC-Transkription des örtlichen mongolischen Namens, ursprünglich abgeleitet von dem Wort für „weiß“ (modernes mongolisch цагаан tsagaan, oder ᠴᠠᠭᠠᠨ čaɣan).
Seine offizielle chinesische Schreibung ist Chá'ěrhàn yánhú. Es ist der größte Salzsee Chinas. Er befindet sich auf dem Gebiet des Kreises Dulan und der Stadt Golmud des Autonomen Bezirks Haixi der Mongolen und Tibeter und liegt 60 Kilometer nördlich der Stadt Golmud. Er ist eine wichtige Kaliumchlorid-Lagerstätte. Die darin enthaltene Natriumchlorid-Menge könnte den menschlichen Bedarf der ganzen Welt für tausend Jahre decken.
In Ost-West-Richtung erstreckt er sich über mehr als 160 km, in Nord-Süd-Richtung über 20–40 km, seine Salzschichten sind 2 bis 20 m dick, seine Fläche beträgt 5.800 Quadratkilometer, er liegt 2670 m über dem Meeresspiegel.
Die Straße von Golmud nach Dunhuang und ein Abschnitt der Lhasa-Bahn verlaufen über seine Salzschichten.
In früherer Zeit ein einziger großer See, besteht er heute aus mehreren Teilen, u. a. dem Dabusun-See (达布逊湖 Dabuxun Hu), 37° 1′ 10″ N, 95° 9′ 49″ O und dem Südlichen und Nördlichen Hulsan-See (霍鲁逊湖 Huoluxun Hu), 36° 54′ 53″ N, 95° 55′ 52″ O.
Der Qarhan-Salzsee Golmud ist ein Staatlicher chinesischer Bergwerkspark.